# Juergen Elitim
Juergen Elitim (Cartagena de Indias, Colombia, 13 de julio de 1999), más conocido simplemente como Juergen, es un futbolista colombiano que juega de centrocampista en el Legia de Varsovia de la Ekstraklasa polaca.

## Trayectoria
Juergen Elitim debutó en la Primera división del fútbol colombiano con 17 años en las filas del Itagüí Leones. Su progresión le permitió llegar a Europa, para enrolarse en el Granada C. F., donde pasó a formar del equipo filial del conjunto andaluz. En la temporada 2018-19 el Granada decidió cederlo al Marbella F. C., donde disputó 33 partidos de liga en Segunda B y uno de Copa del Rey.
En 2019 el Watford F. C. se hizo con los derechos del futbolista y en la temporada 2019-20 lo envió nuevamente en calidad de préstamo al Marbella F. C. del Grupo IV de la Segunda División B, en el que disputó 21 encuentros en liga, uno de play-off de ascenso y dos de Copa del Rey, anotando un gol.
El 9 de agosto de 2020 se unió a la S. D. Ponferradina de la Segunda División, de nuevo como cedido, por una temporada. Misma fórmula repetiría los dos cursos siguientes en el R. C. Deportivo de La Coruña y el Racing de Santander, de la Primera Federación y de la Segunda División de España, respectivamente.
El 27 de junio de 2023 se anunció su fichaje por el Legia de Varsovia de la Ekstraklasa polaca hasta 2026.

## Palmarés

### Títulos nacionales
| Título               | Club              | País    | Año  |
| -------------------- | ----------------- | ------- | ---- |
| Supercopa de Polonia | Legia de Varsovia | Polonia | 2023 |
| Copa de Polonia      | Legia de Varsovia | Polonia | 2025 |
| Supercopa de Polonia | Legia de Varsovia | Polonia | 2025 |

## Vida privada
Tiene ascendencia turca y libanesa por parte de padre.